# Ikke høre, ikke se...
Ikke høre, ikke se... er en dansk kortfilm fra 2002, der er instrueret af Nønne Katrine Rosenring efter manuskript af hende selv og Rum Malmros.

## Handling
En kvindelig politiker konfronteres med de ting, hun er modstander af.

## Medvirkende
- Ida Dwinger - Jeanette Jacobsen
- Daniel Stausholm - Drengen
- Nils P. Munk - Faderen
- Ulrik Crone - Bartenderen
- Kim Sønderholm - Journalisten